# Tony (Wisconsin)
Tony – wieś w Stanach Zjednoczonych, w stanie Wisconsin, w hrabstwie Rusk.